# Fundraiser
Das Fundraising-Magazin ist eine Fachzeitschrift mit Schwerpunkt auf Fundraising, Stiftungen, Spenden und Sozialmarketing. Das Magazin erscheint 2-monatlich in einer Druckauflage von 5.000 Exemplaren (Stand: 1/2021). Es wendet sich an ehrenamtliche und hauptamtliche Vorstände und Mitarbeiter von Vereinen, Stiftungen, Kultur- und Bildungseinrichtungen und Wohlfahrtsverbänden.
Das in Deutschland, Österreich und in der Schweiz erscheinende Magazin liegt auf Fachveranstaltungen aus und kann im Abonnement bestellt werden. Es ist Veranstalter regionaler Fundraisingtage und des Fundraising-Symposiums in Deutschland. Diese dienen dem fachlichen Austausch und der Weiterbildung von Haupt- und Ehrenamtlichen in Non-Profit-Organisationen. Eine jährliche Sonderausgabe gibt einen Marktüberblick über Datenbanken für die Verwaltung von Spenden und Förderern.

Das Fundraising Magazin für Sozialmarketing, Spenden, Vereine und Stiftungen

2012 wurde das damals noch Fundraiser-Magazin heißende Magazin von der Deutschen Fachpresse als „Fachmedium des Jahres“ in der Kategorie Werbung/Medien/Entertainment ausgezeichnet.